# Neon sumatranus
Neon sumatranus är en spindelart som beskrevs av Dmitri Viktorovich Logunov 1998. Neon sumatranus ingår i släktet Neon och familjen hoppspindlar. Inga underarter finns listade i Catalogue of Life.